# Kim Jae-gyu
Kim Jae-gyu (koreanisch 김재규, * 6. März 1926 in Gumi; † 24. Mai 1980 in Seoul) war ein südkoreanischer Minister, Militär, Direktor des National Intelligence Service und Attentäter. Er ermordete am 26. Oktober 1979 den südkoreanischen Präsidenten Park Chung-hee, der einer seiner engsten Freunde gewesen war, und wurde später hingerichtet. Die Motive Kims für seine Tat sind umstritten, denn es bleibt ungewiss, ob die Tat Teil eines geplanten Staatsstreichs war oder lediglich impulsiv erfolgte.

## Biografie
Kim wurde in der Heimatstadt von Park Chung-hee, Gumi-si, in der südkoreanischen Provinz Gyeongsangbuk-do während der japanischen Herrschaft geboren. Er schloss 1945 sein Studium an der Kyungpook-Nationaluniversität ab. Er wurde danach Lehrer und trat später in die Armee ein, stieg dort in den Rang eines Generalleutnant auf und gründete eine eigene Militärakademie. Kim wurde 1976 von seinem Vertrauten und lebenslangen persönlichen Freund Park Chung-hee zum Chef des Geheimdienstes ernannt, was in dem autoritären Militärregime eine sehr einflussreiche Position darstellte. Davor hatte er für zwei Jahre die Position des Bauministers in der Regierung von Park innegehabt. Der Geheimdienst war für weit verbreitete Menschenrechtsverletzungen in Südkorea verantwortlich und war an Folter, politischen Morden und Entführungen beteiligt.
Am 26. Oktober 1979, während eines Abendessens im Unterschlupf des koreanischen Geheimdienstes auf dem Gelände des Blauen Hauses des Präsidenten, erschoss Kim seinen langjährigen Freund Park mit Schüssen aus einer Pistole. Auch vier Leibwächter und der Chauffeur des Präsidenten wurden bei dem Vorfall getötet. Kim wurde für seine Tat am 24. Mai 1980 durch Erhängen hingerichtet.

## Rezeption
Kim Jae-gyu bleibt in der Geschichte Südkoreas eine umstrittene Figur mit vielen Widersprüchen: Die einen sehen in ihm einen Patrioten, der die 18-jährige Militärdiktatur von Park beendete, die anderen einen Verräter, der seinen langjährigen Gönner aus persönlicher Kränkung tötete. Viele Jahre lang war Letzteres die vorherrschende Ansicht, aber spätere Enthüllungen in den frühen 2000er Jahren über Kims Beziehung und Kontakte zu einigen Führern der Demokratiebewegung in Südkorea führten in einigen Kreisen zu einer Neubewertung.
Laut der Militärregierung tötete Kim Park aus persönlichen Motiven und um seine eigene Macht zu erhalten. Laut eigener Aussage in dem nachfolgenden Prozess wollte Kim mit seiner Tat die Demokratie in Südkorea wieder herstellen und ein Blutbad verhindern, welches Park an der Opposition verüben wollte.
Am 26. Mai 2020 beantragte Kims Familie beim Obersten Gericht in Seoul die Wiederaufnahme des Verfahrens mit der Begründung, dass die ursprüngliche Untersuchung und der Prozess illegal waren und Kim in der Haft gefoltert worden war.